# خوسي مياخا
خوسي مياخا (بالإسبانية: José Miaja)‏ (أوفييدو إسبانيا 20 أبريل 1878 - مكسيكو سيتي المكسيك 14 يناير 1958) هو عسكري إسباني، عرف بدوره خلال الحرب الأهلية الإسبانية قائدا للجيش الجمهوري ولا سيما في الدفاع عن مدريد.
شارك في حروب الريف التي حصل خلالها على العديد من الترقيات وأدار عدة وحدات. وخلال الحرب الأهلية كان مياخا الشخصية الرئيسية في الدفاع عن مدريد بين نوفمبر وديسمبر 1936، وتولى قيادة مجلس الدفاع. ثم قام بعدها بقيادة جيش المركز وشارك في معارك خاراما وادي الحجارة وبرونيت، ثم مجموعة جيش المنطقة الوسطى (GERC). جعله هذا رئيسًا عسكريًا للجمهورية في منطقة الوسطى والجنوبية. وفي سياق الحرب ركز على القوة العسكرية أكثر من أي جنرال جمهوري آخر. إلا أن وضعه وأدائه العسكري أثار في بعض الحالات شكوكًا عند المؤرخين.
انتقد النتيجة التي آل إليها الصراع للجمهورية، في مارس 1939 دعم ما يسمى بانقلاب دي كاسادو ووافق على رئاسة مجلس الدفاع الوطني، الذي حاول دون جدوى التفاوض على إنهاء الأعمال العدائية. في الأيام الأخيرة من الحرب الأهلية غادر إسبانيا وذهب إلى المنفاه في فرنسا أولاً ثم بعدها المكسيك.

## السيرة الذاتية

### حياته العسكرية
هو ابن تاجر في صناعة الأسلحة في أستورياس، دخل أكاديمية المشاة في طليطلة سنة 1896. وبعد التخرج كانت وجهته الأولى أستورياس، حيث طلب الانتقال إلى مليلية. وفي 1900 عندما كان عمره 22 سنة. انضم في حرب المغرب حيث برع في إعادة تنظيم الخط الدفاعي في معركة سيدي موسى. حصل على رتبة رائد بمزايا الحرب. وقد عد رجلًا مغرمًا بالثقافة، حيث برز بدراسته للغة العربية. خلال الجمهورية الثانية واصل حياته المهنية. تمت ترقيته إلى عميد في أغسطس 1932، وتم إعطاؤه قيادة لواء المشاة الثاني من الفرقة الأولى المتمركزة في باداخوز. وفي نهاية 1933 - خلال الحكومة برئاسة دييغو مارتينيز باريو - تم إعطاؤه قيادة لواء المشاة الأول من الفرقة المركزية الأولى ومقرها مدريد.
كان يعتبر رجلاً عسكريًا ذو أيديولوجية ليبرالية، على الرغم من أنه انضم في تلك الفترة إلى الاتحاد العسكري الإسباني اليميني (UME). وفي سنة 1935 أثناء وزارة جيل روبلز عزل من منصبه وأرسل إلى لاردة، إحدى الوجهات البعيدة عن العاصمة التي كانت تُعطى للضباط الذين لا يتمتعون بثقة الحكومة التامة. وفي فبراير 1936 عندما شكل مانويل أثانيا حكومته، عين الجنرال ماسكويلت وزيراً للحرب وبسبب غيابه، اتصل بمياخا لتولي هذه المهمة حتى عودته. ثم عاد مياخا لقيادة لواء مدريد الأول، واستلم قيادة الفرقة المركزية الأولى لفترة قصيرة.

### الحرب الأهلية
في يوليو 1936 عندما اندلع التمرد العسكري الذي قاد إلى الحرب الأهلية، كان خوسيه مياخا في قيادة لواء المشاة الأول المتمركز في مدريد. كان العديد من مرؤوسيه جزءًا من الانتفاضة، وهو نفسه في البداية لم يتخذ موقفًا حازمًا، وربما تظاهر بالحفاظ على علاقات جيدة مع كل من قادة الانقلاب وحكومة الجمهورية. وعندما رأى فوضى المتمردين في مدريد، قرر البقاء مواليا للحكومة، وتم تعيينه رئيسًا لعمليات الجنوب. فغادر الباسيتي في 28 يوليو يقود قوة من 5,000 رجل حتى وصل إلى أبواب قرطبة، لكنه تردد مما أفقده الوقت الثمين الذي سمح بتدخل طيران المتمردين، لذلك عانى من هزيمة كبرى في 22 أغسطس. وقد أثار تردده في قرطبة العديد من النقاش والشكوك في منطقة الجمهورية. بعد فشل الهجوم نقل مياخا إلى فالنسيا حاكما عسكريا فيها، حيث تولى مؤقتًا الفرقة المركزية الثالثة.
عاد في نهاية أكتوبر إلى مدريد قائدا للفرقة المركزية الأولى. وفي نوفمبر 1936 قامت الحكومة بإخلاء العاصمة قبل وصول قوات فرانكو، فتم تعيينه رئيسًا لمجلس الدفاع عن مدريد وقائد الدفاع عن العاصمة. واعتقد الكثيرون أن مياخا لن يكون قادرًا على الدفاع عن العاصمة من قوات الفيلق والنظامي المغربي. إلا أنه ومعه المقدم روخو رئيس أركانه، تمكن الجمهوريون من إعادة تنظيم دفاعاتهم ووحداتهم الرئيسية في العاصمة. وتمكنت الميليشيات والألوية الجمهورية من إيقاف العدو في مانزاناريس بعد قتال شرس. ولكن الجبهة تخلخلت في المدينة الجامعية - وسميت بمعركة المدينة الجامعية - فبدا للحظة أن المقاومة مهددة باجتياح القوات النظامية المغربية. فذهب مياخا إلى تلك الجبهة، فأخرج مسدسه وخاطب رجاله:«ياجبناء عودوا إلى خنادقكم. وموتوا مع جنرالكم!». تمكنت كلمته من قلب الأوضاع لصالح الجمهوريين في هذا القطاع. فاستطاعت العاصمة أخيرًا إنقاذ نفسها. فنال مياخا شعبية كبيرة بين سكان مدريد. معظم هذه الشعبية هي نتاج دعاية شيوعية استفاد منها مياخا. يشير بعض المؤلفين إلى وجود مياخا في العاصمة باعتباره السبب الرئيسي وراء عدم دخول جيش فرانكو مدريد. لكن آخرين يعتقدون أن المنظم الحقيقي للمقاومة كان فيسنتي روخو، الذي نال لاحقًا (سنة 1938) على وسام مدريد. بعد نجاحه العسكري في مدريد استمر مياخا محافظا على علاقات جيدة جدا مع الشيوعيين، ويعتقد البعض أنه أصبح عضوا في PCE.

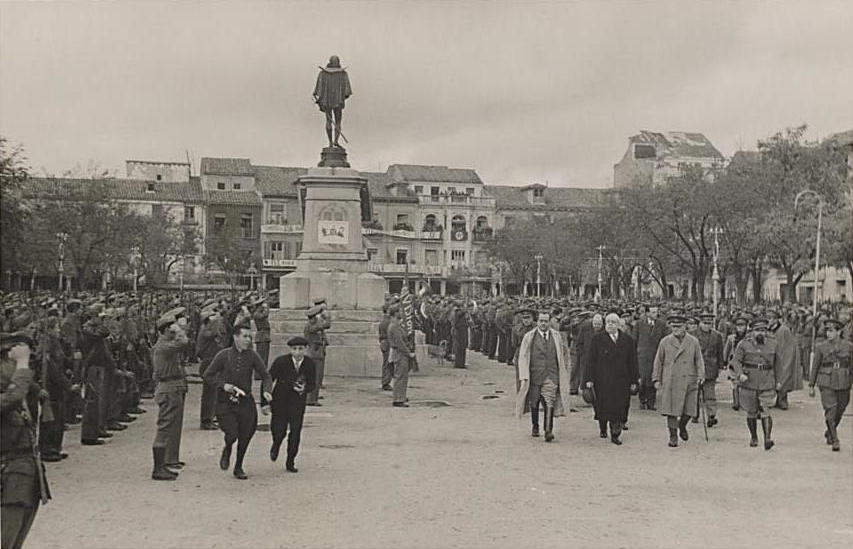
مانويل أثانيا وخوان نيغرين والجنرال مياخا يزوران قوات الفرقة 46 في ألكالا دي إيناريس (نوفمبر 1937).

وفي فبراير 1937 تم تعيينه قائداً لجيش الوسط بدلاً من الجنرال بوزاس، وتزعم معارك خاراما وغوادالاخارا وبرونيت، التي أصبح فيها أحد أبرز العسكريين في المنطقة الجمهورية. ومع ذلك أثار أداء مياخا العسكري مرة أخرى العديد من الجوانب الجدلية: خلال القتال في برونيت أظهر بطء في صنع القرار، خاصة عندما وقع الهجوم المضاد الفرانكوي. وقبلها ببضعة أشهر خلال معركة خاراما كان مياخا في خلافات خطيرة مع الجنرال بوزاس فيما يتعلق باتجاه العمليات.
عاد أدائه في توليد العديد من الانتقادات الداخلية في ربيع عام 1938 - خلال الهجوم الفرانكوي الكبير في جبهة أراغون - عندما رفض إرسال قوات من جيشه إلى تلك الجبهة. ومع ذلك فإن هذه الحقائق لم تمنعه من كونه أحد أشهر قادة الجيش الجمهوري. ففي أبريل 1938 عين قائدًا لمجموعة جيوش المنطقة الوسطى (GERC) الذي أنشئ حديثًا، والتي أصبح معها لأغراض عملية القائد العسكري للمنطقة الوسطى الجنوبية التي لا تزال الجمهورية تحتفظ بها بعد تقسيم أراضيها إلى نصفين. وعلى الرغم من أنه ظل رسميًا رجلًا عسكريًا مخلصًا بعدما ساءت الحالة العسكرية للجمهورية، اتخذ مياخا موقفًا معوقًا بشكل متزايد. في ديسمبر 1938 عارض تنفيذ الخطة P، وكما فعل في الماضي عارض توفير قوات لهبوط برمائي مخطط كان جزءًا من تلك الخطة. رئيس أركان مياخا الجنرال مانويل ماتالانا كان من أكثر المعارضين لتنفيذ هذه الخطة. ازدادت ضبابية وضع الجمهورية العسكري بعد فشل معركة فالسكويلو وسقوط كاتالونيا.

### نهاية الحرب
في 16 فبراير 1939 التقى رئيس الحكومة خوان نيغرين بالعديد من القادة الجمهوريين وكلا من الجنرالات إسكوبار وماتالانا ومينينديث وموريونيز وكاسادو بالإضافة إلى مياخا نفسه، في مطار لوس يانوس [الإسبانية]. وخلال الاجتماع كشف بعض الضباط عن ضرورة إنهاء النزاع. ولدهشة الحاضرين كان مياخا أحد الذين جادلوا في ضرورة استمرار المقاومة بأي ثمن.
ومع ذلك فإن هذا الموقف يتناقض مع تقلبات مياخا السياسية، الذي كان على علم بالعديد من المؤامرات العسكرية ضد الحكومة ولم يبلغ عنها. ولا يثق به نيغرين ثقة تامة، وفكر جديا بحل مجموعة جيوش المنطقة الوسطى (GERC)، لأن جيوش المنطقة المركزية أصبحت تعتمد عليه اعتمادا مباشرًا. ولكن لم يمنع الحكومة من ترقية مياخا إلى رتبة فريق في أواخر فبراير، على الرغم من أن الجمهورية ألغت تلك الرتبة سنة 1931. اعتقد مياخا مثل الضباط الآخرين أن رفض فرانكو قبول المفاوضات كان بسبب مشاركة الشيوعيون في الحكومة، لذلك لم يتردد بدعم انقلاب العقيد كاسادو ضد حكومة نيغرين. وفي 5 مارس قبل مياخا عرض رئاسة ماسمى بهيئة الدفاع الوطني الذي أدى إلى إخراج حكومة نيغرين بالقوة، مع أنه لم يصبح رئيسًا أبدا. وعلى الرغم من المحادثات الجارية أصبح من الواضح بعد أسابيع قليلة أن فرانكو لن يقبل باتفاق استسلام وطالب باستسلام غير مشروط. في 25 مارس قطع الفرانكويون المفاوضات وأعلنوا أنهم سيشنون هجوما على الخطوط الجمهورية.

## المنفى
خرج مياخا مع عائلته من إسبانيا إلى منفاه قبل انهيار الجمهورية يوم 29 مارس مقلعا من مطار راباسا في أليكانتي وتوجه إلى وهران. ثم ذهب إلى فرنسا وبعدها كوبا. وأثناء ذلك تلقى برقية من الرئيس لازارو كارديناس لدعوته إلى المكسيك مع عائلته. وكان نجله خوسيه محتجزا طوال فترة النزاع عند الفرانكويين، حتى تم تبادله يوم 9 مارس 1939 مع ميغيل بريمو دي ريفيرا شقيق مؤسس الفلانخي.
طبق نظام فرانكو قانون المسؤولية السياسية [الإنجليزية] على مياخا وحكم عليه بعقوبة شديدة شملت مصادرة ممتلكاته في المغرب الإسباني. كما وصل القمع إلى زوجته التي فرض عليها غرامة مليون بيزيتا. وبعد تلقي التسهيلات من الحكومة المكسيكية، غادر مياخا فرنسا بالقارب عبر لا روشيل في 21 أبريل 1939. وعند وصوله المكسيك تلقى ترحيباً حاراً من السلطات المكسيكية، ومنهم الضباط والمسؤولين. توفي في مكسيكو سيتي في 14 يناير 1958 في سن التاسعة والسبعين.

## ملاحظة
1. ↑  كان موقف مياخا في ذاك الوقت غريبًا: قبل يومين من الانتفاضة، طلب من المتآمرين ألا يعتمدوا عليه في الانقلاب، ولكن بمجرد وصول أنباء تمرد القوات المغربية، أفرج عن عدد من الضباط المعتقلين كانوا متورطين في المؤامرة.[13]
2. ↑  كان بعض أعضاء هيئة الأركان العامة لمياخا يمينيين، ومنهم قد تجاوز الحدود معه وانضم إلى المتمردين. وهناك أيضًا حقيقة أن عائلته في منطقة يسيطر عليها المتمردون، وهو أمر اعتبره رئيس الحكومة غيرال أحد أسباب فشل الهجوم.[17]
3. ↑  حتى المؤرخ هيو توماس لمح إلى أن هذا الرفض كان بسبب خيانة ماتالانا المكشوفة، بالتواطؤ مع الفرانكويين والطابور الخامس في مدريد، والذي كان لديه اتصالات معهم.[35]